# Socket F
Socket F (також відомий, як Socket 1207) — роз'єм мікропроцесорів, розроблений компанією AMD для власних процесорів Opteron. Був анонсований 15 серпня 2006 року. Має 1207 контактів, а тому часто згадується під іменем Socket 1207.
Socket F переважно використовується на серверній лінійці процесорів виробництва компанії AMD, Opteron, і належить до того ж покоління рознімів, що й Socket AM2, який використовується для процесорів Athlon 64 та Athlon 64 X2; а також, разом з роз'ємом Socket S1, використовується для під'єднання процесорів Turion 64 та Turion 64 X2.